# 959 (numero)
Novecentocinquantanove (959) è il numero naturale dopo il 958 e prima del 960.

## Proprietà matematiche
- È un numero dispari.
- È un numero composto con 4 divisori: 1, 7, 137, 959. Poiché la somma dei suoi divisori (escluso il numero stesso) è 145 < 959, è un numero difettivo.
- È un numero semiprimo.
- È un numero palindromo e un numero ondulante nel sistema numerico decimale.
- È un numero nontotiente in quanto dispari e diverso da 1.
- È un numero intero privo di quadrati.
- È un numero odioso.
- È parte delle terne pitagoriche (616, 735, 959), (959, 3288, 3425), (959, 9360, 9409), (959, 65688, 65695), (959, 459840, 459841).

## Astronomia
- 959 Arne è un asteroide della fascia principale del sistema solare.
- NGC 959 è una galassia irregolare della costellazione del Triangolo.

## Astronautica
- Cosmos 959 è un satellite artificiale russo.